# Sonaimuri
Sonaimuri è un sottodistretto (upazila) del Bangladesh situato nel distretto di Noakhali, divisione di Chittagong. Si estende su una superficie di 169,14 km² e conta una popolazione di 327.000 abitanti (dato censimento 1991).